# Oak Grove Heights, Arkansas
Oak Grove Heights là một thị trấn thuộc quận Greene, tiểu bang Arkansas, Hoa Kỳ. Năm 2010, dân số của thị trấn này là 889 người.

## Dân số
- Dân số năm 2000: 727 người.
- Dân số năm 2010: 889 người.